# Panther Squad
Panther Squad (en español, Escuadrón pantera) es una película de espionaje de serie B dirigida por Pierre Chevalier en 1984. Es una muestra del cine de explotación producida a raíz del éxito de Rambo y fue coproducida entre Bélgica, Francia y España.

## Sinopsis
Ilona, apodada La Pantera y su comando compuesto por seis mujeres se disponen a salvar el mundo amenazado por un grupo de terroristas ecológicos.

## Reparto
- Sybil Danning: Ilona, la jefa de un comando 100 % femenino que lucha contra un grupo de ecoterroristas;
- Jack Taylor: Frank Bramble, un agente secreto alcohólico amigo de Ilona;
- Karin Schubert: Barbara Wims, la jefa de los ecoterroristas;
- Roger Darton: el presidente de N. O. O. N.;
- Donald O'Brien: el general Boele;
- Jean-René Gossart: el brazo derecho de Barbara;
- Antonio Mayans: Carlos, el dictador loco de Guasura.